# Scheloribates unisetosus
Scheloribates unisetosus är en kvalsterart som beskrevs av Lee och Pajak 1990. Scheloribates unisetosus ingår i släktet Scheloribates och familjen Scheloribatidae. Inga underarter finns listade i Catalogue of Life.